# Ralf Bohle GmbH
Die Ralf Bohle GmbH ist ein deutsches Unternehmen, das Reifen und Schläuche für Fahrräder und Rollstühle unter den Markennamen Schwalbe und Impac produziert. In Europa ist Schwalbe nach eigenen Angaben Marktführer. Der Sitz des Unternehmens ist in der nordrhein-westfälischen Gemeinde Reichshof.

## Geschichte

Logo bis Juni 2023

Das Familienunternehmen wurde 1922 gegründet, um Fahrradteile aus europäischer Herstellung zu exportieren. Im Jahre 1955 stieg Ralf Bohle in das Unternehmen seines Vaters und seines Onkels, Eugen und Willy Bohle, ein. 1971 starteten der Vertrieb und die Einfuhr von Fahrradteilen, die in Asien produziert wurden. 1973 begründete Bohle die Zusammenarbeit mit dem südkoreanischen Reifenhersteller Hung-A und die ersten Reifen der Marke Schwalbe wurden für den Verkauf in Deutschland versandt. In den 1990er Jahren wurde die Herstellung als Joint-Venture mit Hung-A von Korea nach Jakarta in Indonesien verlagert. 1995 wechselte die Ralf Bohle GmbH ihren Stammsitz von Bergneustadt nach Reichshof, Ortschaft Wehnrath, und bezog dort ein moderneres Vertriebszentrum. Von dort aus leitet das Familienunternehmen fünf Tochtergesellschaften in England, Frankreich, Italien, den Niederlanden und Indonesien sowie alle weltweiten Vertretungen. Am 25. April 2010 verstarb Ralf Bohle im Alter von 75 Jahren.
Seit Januar 2015 betreibt das Unternehmen eigenen Angaben nach das erste Schlauchrückführprogramm der Welt, bei dem alte Fahrradschläuche gesammelt und recycelt werden. Seit 2023 werden auch in Zusammenarbeit mit Pyrum Innovations Fahrradreifen recycelt.
Im Juni 2023 wurde der Markenauftritt Schwalbes erneuert. Neben einem aufgehellten Blauton wurde der geschwungene Bogen durch eine stilisierte Schwalbe ersetzt und die Schriftart geändert.
Die Herstellung wurde ausschließlich nach Vietnam verlegt, während in Indonesien  Formenbau, Mischbetrieb, Forschung & Entwicklung sowie die Verwaltung verbleiben.

## Produkte

### Schläuche

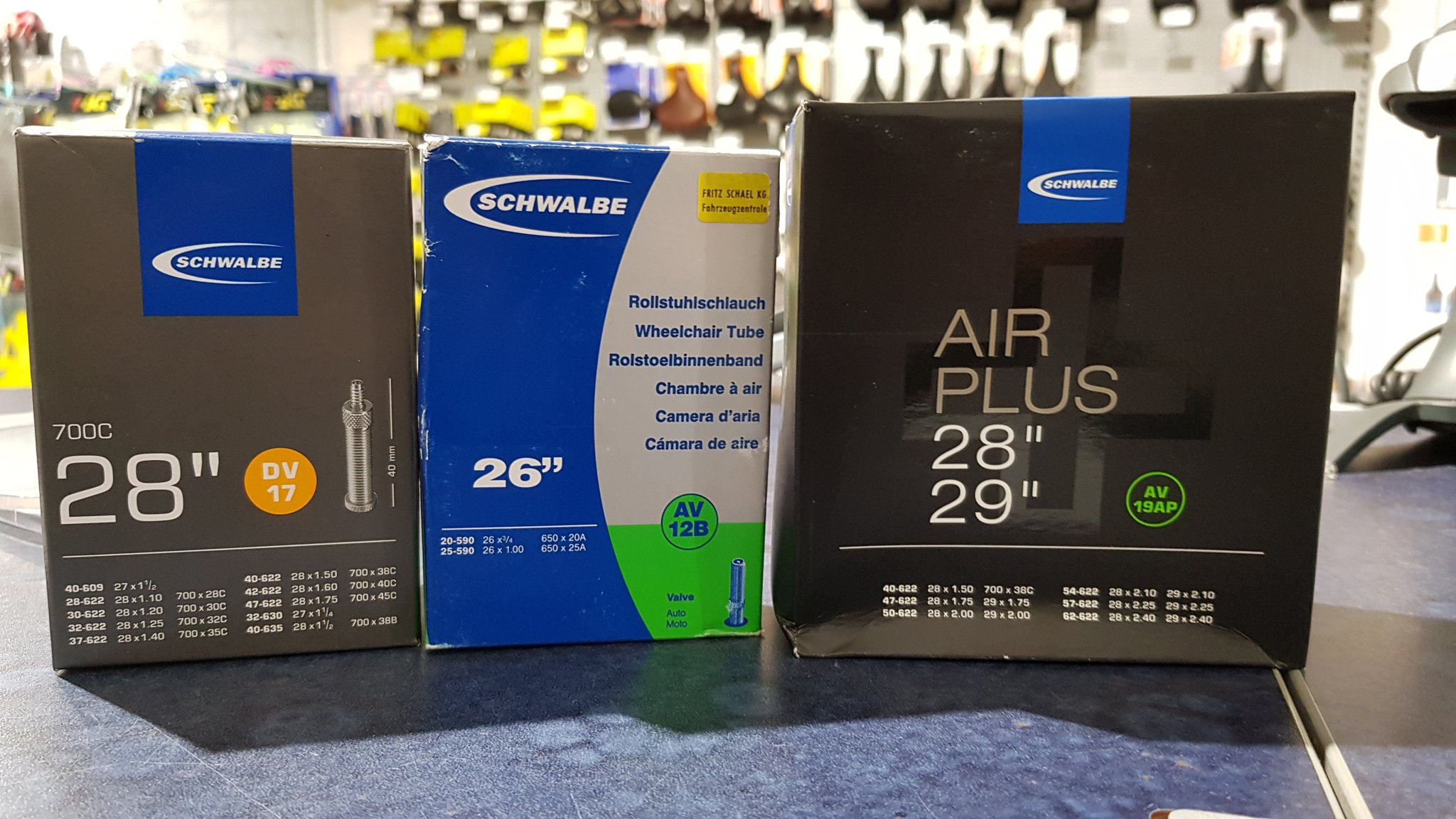
Schwalbe-Schläuche. Von links nach rechts: Aussehen der Verpackung eines 28-Zoll-Schlauchs mit Dunlopventil bis 2023; Aussehen bis ca. 2016/2017, 26-Zoll-Schlauch mit Autoventil, für Rollstühle; 28/29-Zoll-Air-Plus-Schlauch, besonders verstärkt, mit Autoventil

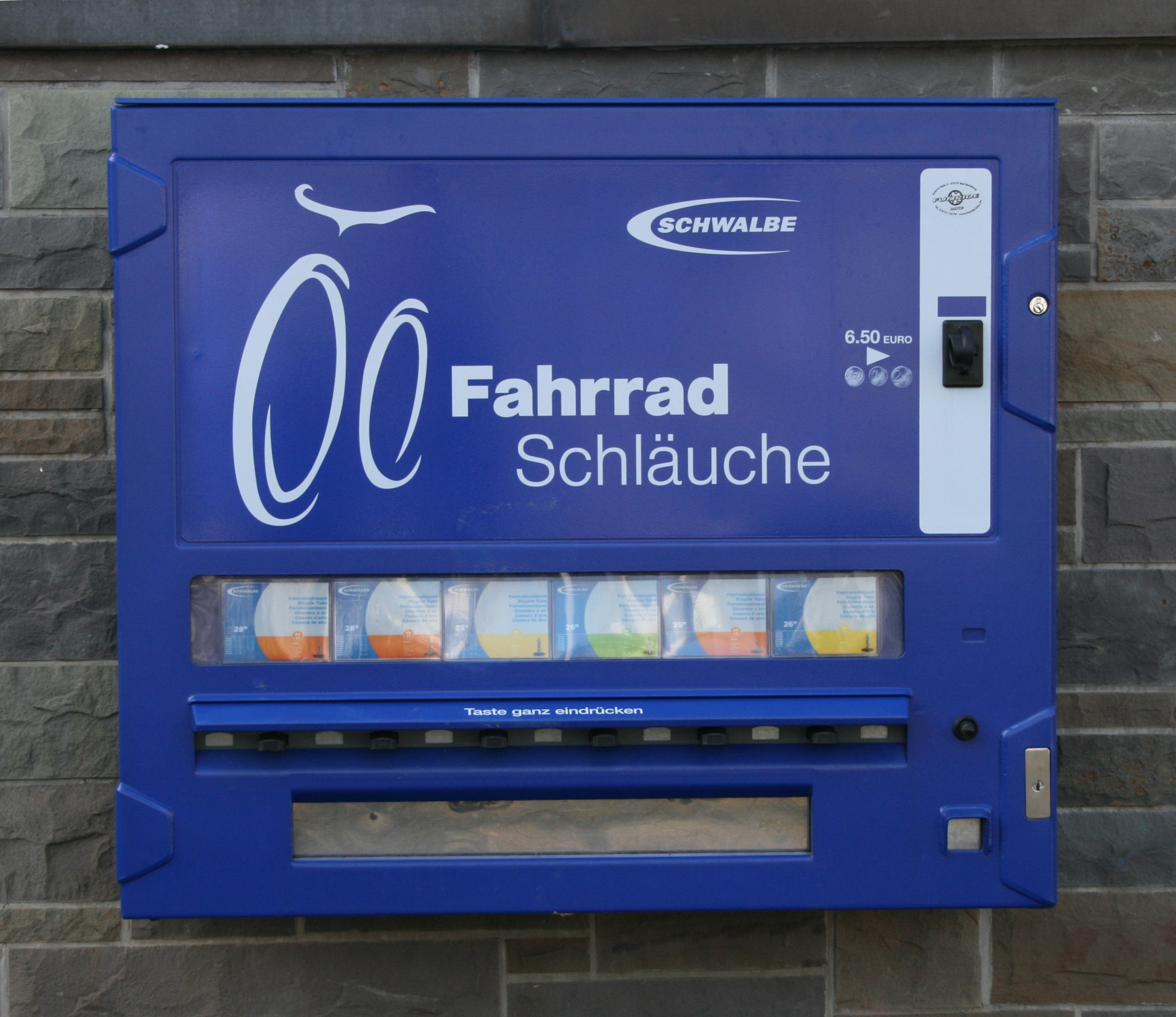
Verkaufsautomat für Schwalbe-Fahrradschläuche

Bohle produziert unter der Marke Schwalbe sogenannte „Gruppenschläuche“: Dies sind Schläuche, die viele verschiedene Breiten abdecken. Manche Schläuche decken außerdem auch verschiedene Durchmesser gleichzeitig ab. So gibt es z. B. einen Schlauch, der sowohl für 27,5-, 28- als auch 29-Zoll-Felgen verwendet werden kann. Die Schläuche sind in ihren Größen durchnummeriert. So trägt der Standardschlauch für ein 28-Zoll-Rad mit Breiten zwischen 28 und 47 mm die Nummer 17. Schläuche mit besonderen Eigenschaften oder für Sondergrößen tragen meistens ein Buchstabenkürzel hinter der Zahlenbezeichnung. Die verschiedenen Ventilarten sind außerdem auf den Verpackungen farblich differenziert: So sind Schläuche mit Dunlop-Ventil (DV) orange, mit französischem Ventil (SV) rot und mit Autoventil grün gekennzeichnet. 2020 wurde eine verstärkte Schlauchgruppe namens Air Plus vorgestellt, die eine 70 % höhere Wanddicke besitzt und die Luft bis zu 50 % länger halten soll. Außerdem wurde ein für Mountainbikes und Rennräder entwickelter Schlauch aus thermoplastischem Polyurethan namens Aerothan vorgestellt.

### Reifen
Bohle produziert Reifen und Schläuche unter den Namen Schwalbe und Impac. Neben normalen Fahrradreifen werden unter der Marke Impac auch Spezialreifen für u. a. Kinderwagen oder auch E-Scooter hergestellt. Schwalbe-Reifen werden komplett in den Schwalbe-Werken in Indonesien und Vietnam produziert. Dabei handelt es sich um ein Joint Venture mit dem koreanischen Familienunternehmen Hung-A. Jährlich werden mehr als 14 Millionen Reifen gefertigt.
Schwalbe-Reifen werden für alle möglichen Fahrräder und E-Bikes produziert und sind daher in fast allen Breiten und Durchmessern des Fahrradbereiches erhältlich. 1986 wurde der erste Marathon-Reifen gefertigt. 2001 wurde der Marathon-Plus-Reifen eingeführt, welcher als „unplattbar“ beworben wird.
Pannenschutz

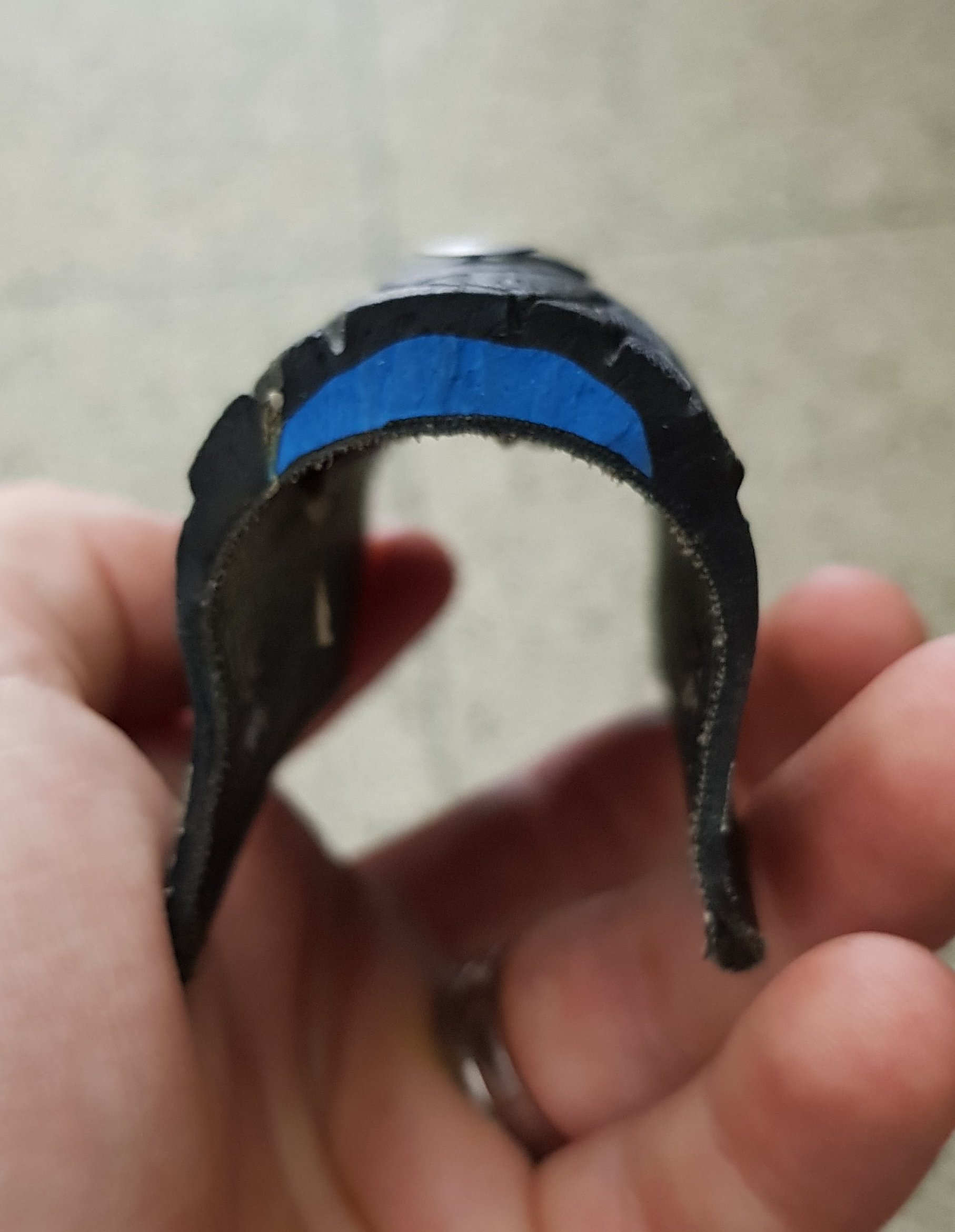
Querschnitt eines Schwalbe-Reifens mit Pannenschutz (blau gefärbt)

Reifen der Marke Schwalbe besitzen seit den 1990er-Jahren eine eingearbeitete Pannenschutzeinlage. Diese ist durch ein Bewertungssystem von 1 bis 7 kenntlich gemacht. Stufe 7 wird von Schwalbe als „unplattbar“ beworben. Seit 2018 wird unter der Marke ein luftloses System angeboten, das tatsächlich „unplattbar“ ist.

## Sponsoring
Die Ralf Bohle GmbH ist Hauptsponsor und mit der Marke Schwalbe Namensgeber des Tischtennisvereins TTC Schwalbe Bergneustadt sowie seit der Saison 2010/11 ebenfalls Hauptsponsor des Handballbundesligisten VfL Gummersbach. Sie waren außerdem bis 2021 Sponsor des Schwalbe-Team Krefelder Kanu Klub (Frauen) in der Triathlon-Bundesliga.
Zudem besitzt das Unternehmen die Namensrechte an der Schwalbe-Arena, einer rund 4000 Zuschauer fassenden Multifunktionsarena, die 2012/13 in Gummersbach erbaut wurde und dem VfL Gummersbach als Heimspielstätte dient.

### Umwelt
Bereits seit 2015 recycelt Schwalbe gebrauchte Schläuche. Das Programm ist mittlerweile in fünf Ländern aktiv – insgesamt sind bis Ende 2023 mehr als neun Millionen Schläuche auf diesem Weg gesammelt worden. Jeder neue Schwalbe-Schlauch besteht zu 20 % aus recyceltem Material.
Schwalbe engagiert sich seit Januar 2021 im AZuR-Netzwerk, das Partner aus Handel, Industrie und Wissenschaft vereint, um eine nachhaltige und umweltfreundliche Kreislaufwirtschaft für Reifen zu fördern. Gemeinsam mit der Pyrum Innovations AG setzt Schwalbe ein Recycling-System um, bei dem gebrauchte Fahrradreifen im Thermolyseverfahren aufbereitet und recycelt werden. Seit 2024 verwendet Schwalbe für 70 % seines Reifensortiments recovered Carbon Black (rCB) aus diesem Verfahren, wodurch Ressourcen geschont und der CO₂-Fußabdruck reduziert werden.